# Avenida da República (Vila Nova de Gaia)
A Avenida da República é uma importante artéria viária de Vila Nova de Gaia. Tem início na Rotunda de Santo Ovídio, na freguesia de Mafamude, e termina no tabuleiro superior da Ponte Luís I, junto à Serra do Pilar, na freguesia de Santa Marinha.

## Origem do nome
O nome da principal avenida de Vila Nova de Gaia é uma homenagem à forma republicana de governo, implantada em Portugal a 5 de Outubro de 1910.

## História

### Da construção da ponte à instalação do eléctrico

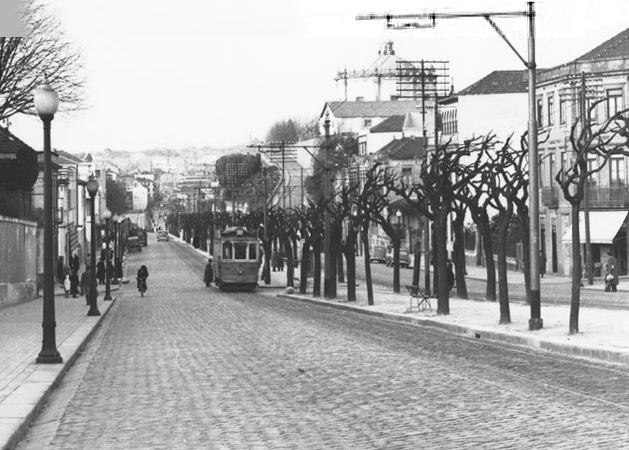
A avenida no início do século XX: o eléctrico e a placa central arborizada.

O facto da Ponte Luís I, inaugurada a 31 de Outubro de 1886, ter um tabuleiro a uma cota superior, abrigou à abertura, na margem sul, de uma nova via de acesso. No entanto, a existência no local do morro da Serra do Pilar impossibilitou que fosse imediatamente rasgada uma ampla avenida. Em vez disso, a via começou por contornar o morro, após o que seguia um trajecto rectilíneo até à actual Rua de Luís de Camões, na época estrada de ligação a Oliveira de Azeméis.
A instalação da linha do eléctrico, em 1905, a partir do Porto, obrigou ao rasgamento de uma trincheira em pleno morro da Serra do Pilar, alinhada com o traçado da via que seguia para sul, na época designada Avenida de Campos Henriques. No entanto, a metade oeste do morro só seria completamente arrasada em 1927, construindo-se no seu lugar o Jardim do Morro.
O eléctrico permitia um fácil acesso à cidade do Porto, o que valorizou a avenida, tornando-a, aos poucos, uma zona urbanizada e uma nova centralidade de Vila Nova de Gaia, afastada da zona ribeirinha onde, até então, se concentravam os serviços, o comércio e o poder político do concelho.

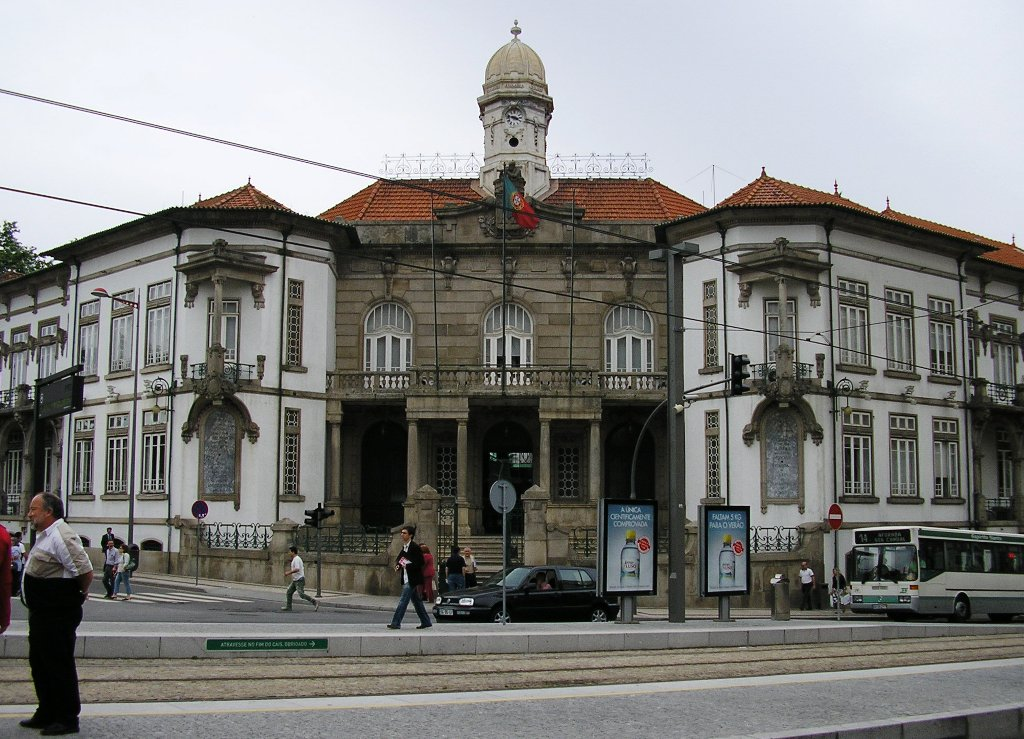
Em 1925 ficou concluído o novo edifício da Câmara Municipal de Gaia.

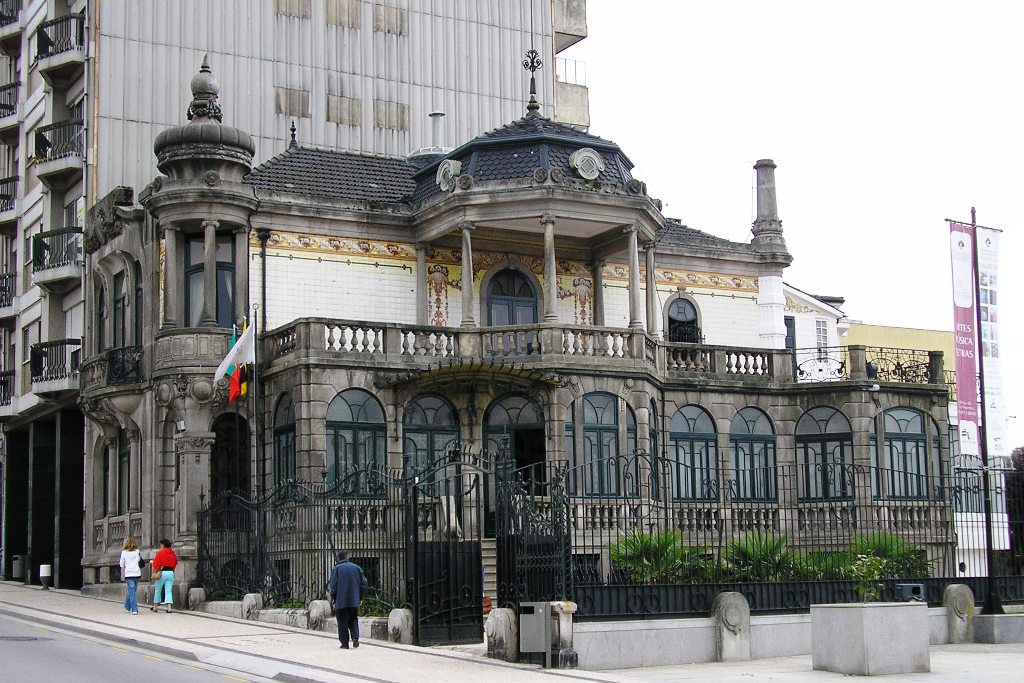
A Casa Barbot, uma das construções de cariz aristocrático que marcou a boulevard gaiense

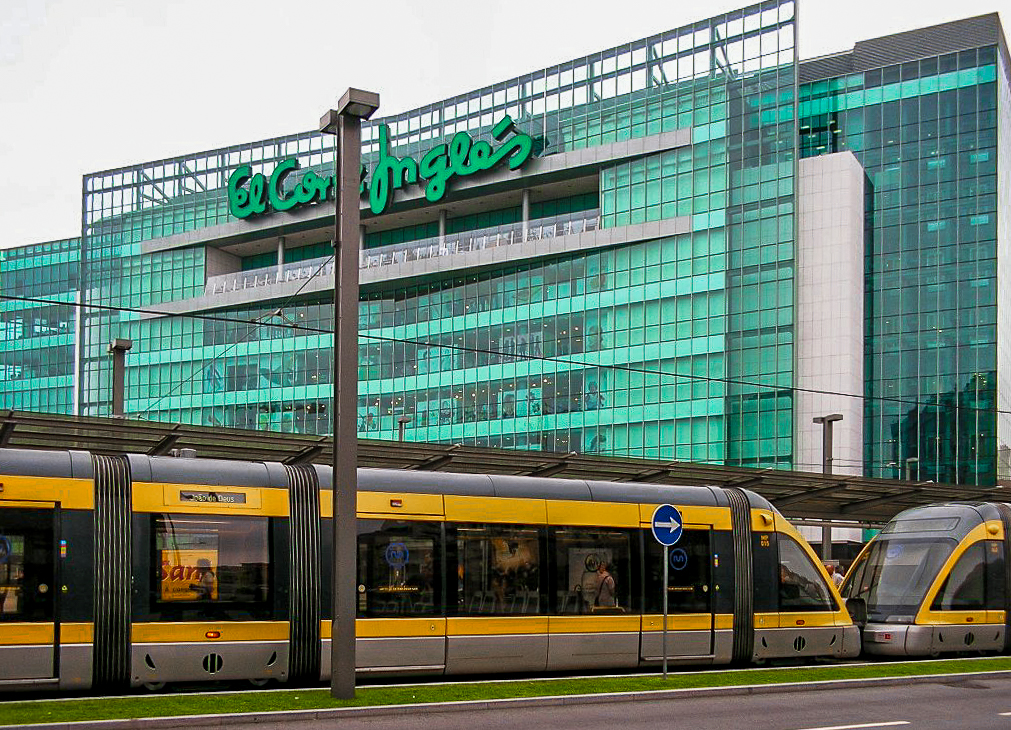
Metro do Porto e El Corte Inglés na Avenida da República.

### Dos novos paços do concelho àboulevardgaiense
A Avenida de Campos Henriques foi sendo prolongada para sul e sofrendo melhoramentos sucessivos. A importância crescente do local levou a que, em 1914, a câmara municipal tenha decido transferir-se da antiga Rua Direita (hoje Rua de Cândido dos Reis), para o cruzamento entre a avenida e a Rua de Álvares Cabral, inaugurando-se uns novos paços do concelho em 1925.
O valor imobiliário dos terrenos que circundavam a avenida foi crescendo continuamente, levando à construção de numerosas casas apalaçadas rodeadas de jardins, especialmente na zona norte da avenida, mais próxima da cidade do Porto.
Em 1934 a avenida, que entretanto via o seu nome mudado para Avenida do Marechal Carmona, atinge finalmente o lugar de Santo Ovídio, onde se constrói uma rotunda ligando à, na época, Estrada Nacional n.º 10 (mais tarde EN1) que seguia para Coimbra e Lisboa. Esta ligação consagrou a importância desta artéria como principal eixo de ligação à cidade do Porto e sua porta de entrada para quem vinha do sul.

### A actualidade
Após o 25 de Abril a avenida adoptou o seu nome actual: Avenida da República. O dinamismo económico que, ao longo das últimas décadas, se gerou ao longo deste eixo, provocou alterações profundas na sua estrutura urbana. As casas unifamiliares apalaçadas deram lugar aos altos edifícios que, à função residencial, juntam outras funções do sector terciário.
Durante a segunda metade do século XX, a Avenida da República foi sujeita a várias obras de remodelação e melhoramento, procurando fazer face às dificuldades de congestionamento rodoviário. No entanto, os graves problemas de trânsito só viriam a ser solucionados em 2005 com a inauguração da Linha Amarela do Metro do Porto e com a abertura da Ponte do Infante e respectiva Avenida de D. João II que passaram a funcionar como alternativas rodoviárias de ligação ao centro do Porto.
A recente instalação de uma unidade do El Corte Inglés veio reforçar ainda mais a função comercial desta área, acentuando a centralidade da Avenida da República naquele que é o terceiro município mais populoso de Portugal.

## Pontos de interesse
- Ponte de Luís I, o tabuleiro superior dá acesso à avenida.
- Serra do Pilar
- Jardim do Morro
- Casa Barbot
- Câmara Municipal de Gaia
- El Corte Inglés

## Acessos
- Estação Ferroviária de General Torres
- Teleférico de Vila Nova de Gaia
- Estações Jardim do Morro, General Torres, Câmara de Gaia, João de Deus, D. João II e Santo Ovídio
- Linhas 900, 903, 904, 905 e 907 da STCP.